# Luca Cantagalli
Luca Cantagalli (Cavriago, 8 de dezembro de 1965) é um ex-jogador de voleibol da Itália que competiu nos Jogos Olímpicos de 1988, 1992 e 1996.
Em 1988, ele participou de sete jogos e o time italiano finalizou na nona colocação na competição olímpica. Quatro anos depois, ele jogou em seis confrontos e terminou na quinta posição com o conjunto italiano no campeonato olímpico de 1992. Cantagalli fez a sua última participação em Olimpíadas nos jogos de 1996, conquistando a medalha de prata com a equipe italiana no torneio olímpico, no qual atuou em oito partidas.
Luca Cantagalli é o sexto maior pontuador da história do Campeonato Italiano masculino com 8.398 pontos.